# Семинари (Мисисипи)
Семинари (енгл. Seminary) град је у америчкој савезној држави Мисисипи.

## Демографија
По попису из 2010. године број становника је 314, што је 21 (-6,3%) становника мање него 2000. године.
| Група             | 2000.       | 2010.       |
| Белци             | 325 (97,0%) | 298 (94,9%) |
| Афроамериканци    | 4 (1,2%)    | 11 (3,5%)   |
| Азијати           | 0 (0,0%)    | 0 (0,0%)    |
| Хиспаноамериканци | 4 (1,2%)    | 5 (1,6%)    |
| Укупно            | 335         | 314         |